# 勝利紀念碑

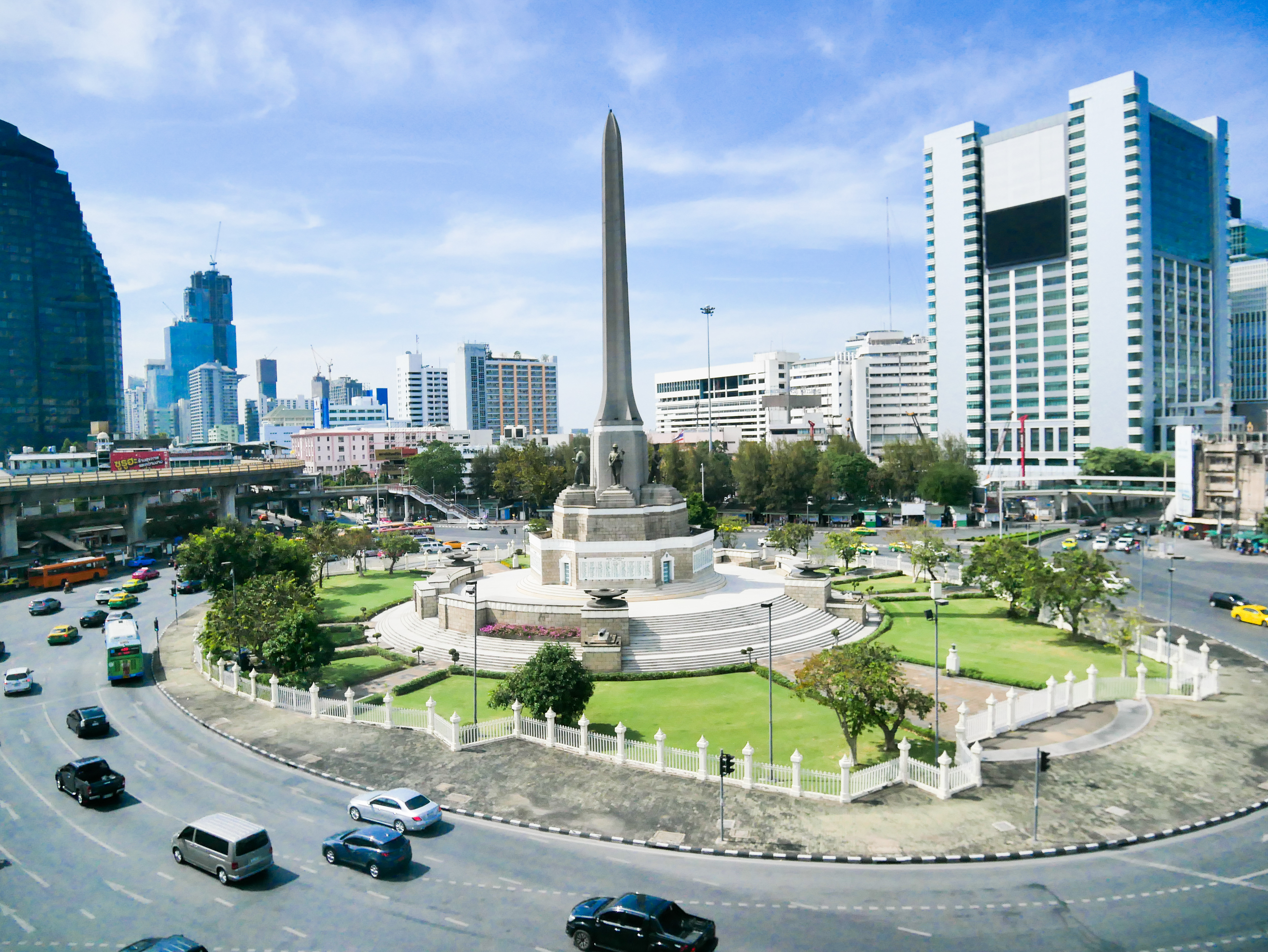
軍國主義的象徵遺物：泰國曼谷的勝利紀念碑

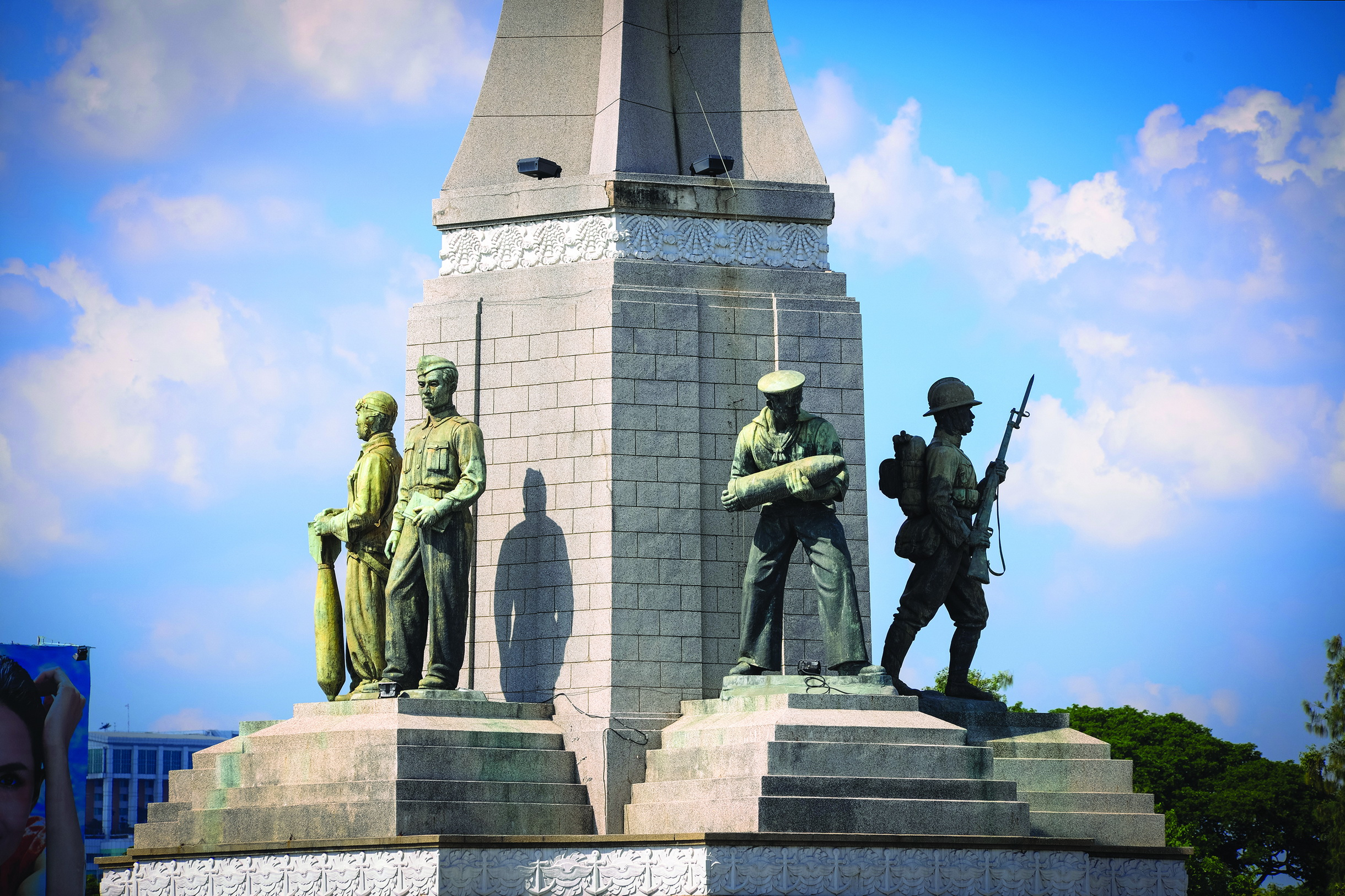

勝利紀念碑（英文：Victory Monument）位於泰國的首都曼谷之叻提（Ratchathewi）縣的披耶泰路（Phaya Thai Road）、拍鳳裕庭路（Phahon Yothin Road）、叻猜威提路（Ratcha Withi Road）及粦玲路（Din Daeng Road）的交界。中央的方尖碑，既是一把軍劍，且又陽剛的形象；圍繞的5個銅雕像，則代表陸軍、海軍、空軍、警察及民兵員。第二次世界大戰時泰國是軸心國之一，亦是大日本帝國在亞洲唯一的盟友。當時的泰國軍人總理鑾披汶·頌堪元帥在1941年6月建造這個象徵軍國主義的遺物，紀念第二次泰法戰爭中的勝利，因而吞併高棉西北部及老撾沙耶武里的領土，那些領土是暹羅在1893年和1904年被迫割讓給法國殖民政府的領土。然而實際上泰國在那場戰爭中只陣亡了59人，而且最後的割讓領土決定和終戰是由日本主導的。由於日本不願看到其兩個盟友（當時統治法屬印度支那的是納粹德國的傀儡政權維希法國）之間展開長久的戰爭，泰國獲得的土地比期望中還要少，而維希法國割讓的土地則比期望中還多。
目前，它屬於地標性建築物，南部有架空火車，北部的打靶場(Sanam Pao)有高速公路口連接，南至「孔堤碼頭」、北至清萊府、東至春武里府。許多公共汽車路線都經過它，包括：8、12、14、18、92、96、97、108、112、26、27、28、29、34、38、39、54、59、63、74、77、515及551路。毗鄰兒童醫院及羅賓遜洋行。